# فرودگاه هوبرت اسکای رنچ
فرودگاه هوبرت اسکای رنچ (به انگلیسی: Hobart Sky Ranch Airport) یک فرودگاه همگانی است که یک باند فرود آسفالت دارد و طول باند آن ۹۵۲ متر است. این فرودگاه در کشور ایالات متحده آمریکا قرار دارد و در ارتفاع ۱۹۶ متری از سطح دریا واقع شده‌است.